# محمدعلی شیدای اصفهانی
محمدعلی شیدای اصفهانی (زادهٔ ؟ - درگذشتهٔ ۱۲۱۴ قمری/ ۱۷۹۹ میلادی) شاعر ایرانی در سدهٔ هجدهم میلادی بود.

## زندگی
محمدعلی اصفهانی در سالی نامعلوم در اصفهان زاده شد. در ابتدای جوانی به شیراز رفت و همان‌جا تا پایان عمر زیست. در غزل‌سرایی برجسته گشت و دیوانی شعر داشت با حدود ۶٬۰۰۰ بیت. احمد گرجی در تذکرهٔ اختر دربارهٔ شیدا نگاشته: «سوخته‌ای که تمامت عمر به سوز گدازِ عشق و عاشقی مبتلا و از تأثیر تخلص، واله و شیدا می‌زیست.»

شیدای اصفهانی در اواخر عمر بر اثر زیاده‌روی در مصرف افیون رنجور شده بود و زندگی را به‌سختی می‌گذرانید، تا اینکه در سال ۱۲۱۴ ق/ ۱۷۹۹ م در شیراز درگذشت. ماده‌تاریخ آن از نظمی تبریزی:
| حیف شیدای اصفهانی حیف         |  | آنکه شد عمر او به رنج و تعب |
| آن مِهین نکته‌دان که در همه عمر |  | روزش از فقر، تیره بود چو شب |
| سال فوتش ز آوخ آوخ جوی        |  | یا که یکباره از دریغ طلب    |